# Song Se-ra
Song Se-ra (kor. 송세라, ur. 6 września 1993) – koreańska szpadzistka, srebrna medalistka olimpijska i trzykrotna medalistka mistrzostw świata.
W 2013 roku zdobyła srebrny medal drużynowo na mistrzostwach świata juniorów w Poreču.
Wystartowała na igrzyskach olimpijskich w Tokio wspólnie z Choi In-jeong, Lee Hye-in i Kang Young-mi zdobyła drużynowo srebrny medal. W zawodach indywidualnych zajęła tam trzynastą pozycję.
Podczas mistrzostw świata w Kairze w 2022 roku Koreanki w składzie: Choi In-jeong, Kang Young-mi, Lee Hye-in i Song Se-ra wywalczyły drużynowo złoty medal. Na tej samej imprezie zdobyła również złoty medal indywidualnie, w finale pokonując Niemkę Alexandrę Ndolo. Na rozgrywanych rok później mistrzostwach świata w Mediolanie zajęła drużynowo trzecie miejsce. 
Na igrzyskach azjatyckich w Hangzhou (2022) zdobyła srebro indywidualnie i złoto drużynowo.
Ponadto zdobyła drużynowo srebrny medal na mistrzostwach Azji w Hongkongu (2017) oraz złoty podczas mistrzostw Azji w Seulu (2022).